# استاروشاره‌یوو
استاروشاره‌یوو (انگلیسی: Staroshareyevo) یک شهرک در شهرستان کارماسکالینسکی استان باشقیرستان کشور روسیه است.